# باگداشکینو
باگداشکینو (انگلیسی: Bagdashkino) یک شهرک در شهرستان کوگارچینسکی جمهوری باشقیرستان در کشور روسیه است.